# The Prime Pages
The Prime Pages è un sito internet riguardante i numeri primi curato da Chris Caldwell presso la University of Tennessee at Martin.
Il sito cura la lista dei "5 000 più grandi numeri primi", una con alcuni numeri primi più piccoli dalla forma speciale e diverse liste "top twenty" per numeri primi di varia natura. Nel agosto 2025, il 5 000-esimo primo aveva oltre 710 000 cifre.
The Prime Pages contiene un vasto numero di articoli sui numeri primi e sul test di primalità. Esso include "The Prime Glossary" con articoli su centinaia di lemmi collegati ai numeri primi, oltre a "Prime Curios!" con migliaia di curiosità su specifici numeri.
Il database è iniziato come una lista di numeri primi titanici ad opera di Samuel Yates. Per anni l'intera top-5 000 è stata costituita da soli numeri primi giganteschi. Numeri primi appartenenti a speciali categorie sono mantenuti nelle attuali liste se essi sono titanici e nella top-20 o nella top-5 per la loro categoria.